# 宮坂
宮坂（みやさか）は、東京都世田谷区の町名である。現行行政地名は宮坂一丁目から宮坂三丁目。住居表示実施済区域。

## 地理
世田谷区の中央部に位置し、北に桜上水、赤堤、東に豪徳寺、南に桜、西に経堂と接する。地形的には、北辺に北沢川、南側に烏山川が流れ、中央部が丘状となっている。ただし、急な坂は少ない。

### 地価
住宅地の地価は、2025年（令和7年）1月1日の公示地価によれば、宮坂1-36-19の地点で74万2000円/m2、宮坂3-28-9の地点で74万6000円/m2となっている。

## 歴史

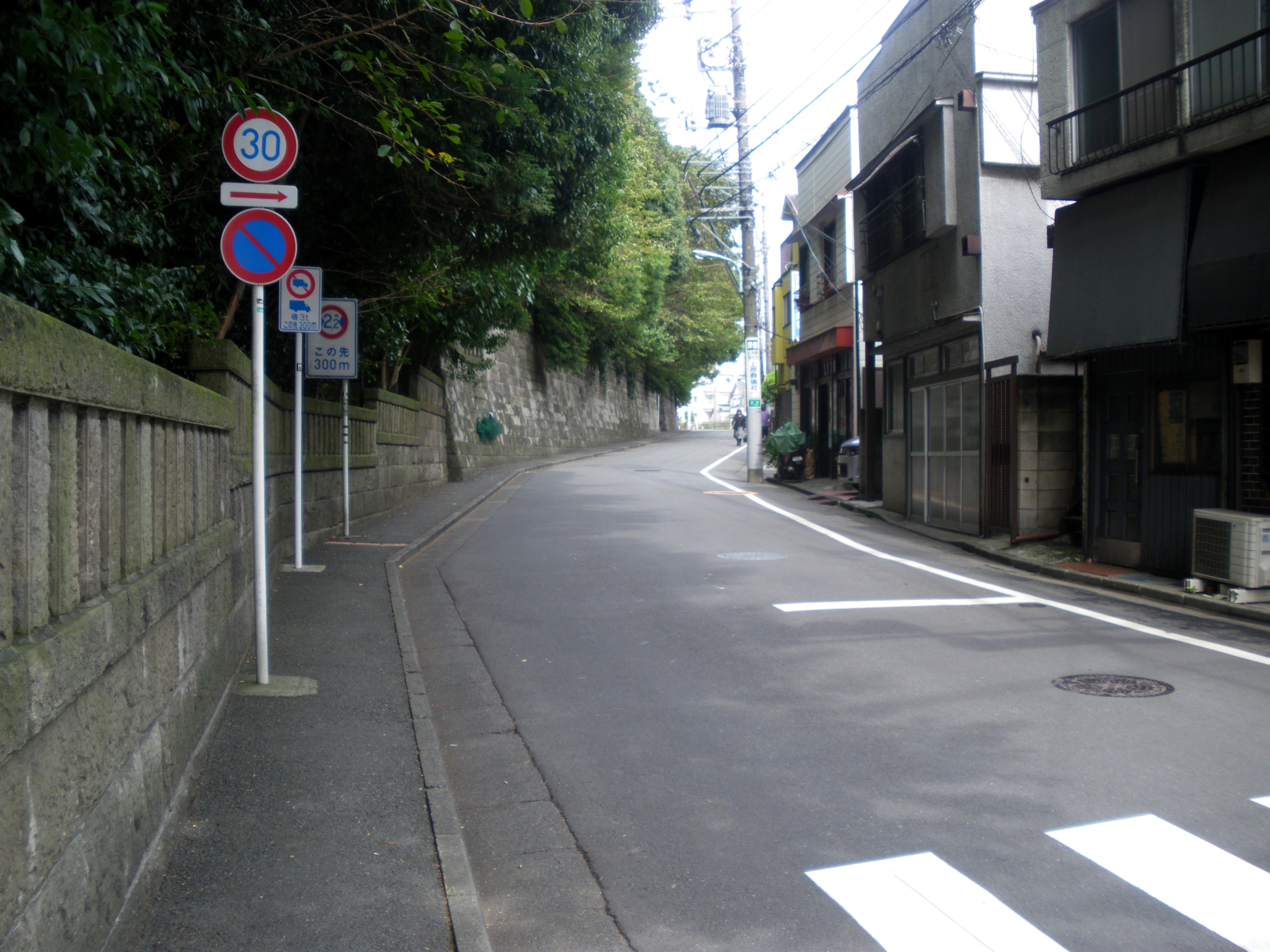
世田谷八幡宮の傍にある宮坂の名の由来になった坂

### 地名の由来
宮の坂（世田谷八幡宮の東側にある坂、現：都道427号）の名に由来する。現在は短い坂だが、坂の上部は世田谷線開通時に切り崩されている。旧：荏原郡世田ヶ谷村字宮ノ坂。地元では「みゃんざか」と発音されていたようであり、駅名は「宮の坂（みやのさか）」だが、1964年（昭和39年）の住居表示の際に「宮坂（みやさか）」とされた。

## 世帯数と人口
2025年（令和7年）1月1日現在（世田谷区発表）の世帯数と人口は以下の通りである。
| 丁目       | 世帯数    | 人口     |
| ---------- | --------- | -------- |
| 宮坂一丁目 | 2,268世帯 | 3,914人  |
| 宮坂二丁目 | 2,070世帯 | 3,246人  |
| 宮坂三丁目 | 2,808世帯 | 4,541人  |
| 計         | 7,146世帯 | 11,701人 |

### 人口の変遷
国勢調査による人口の推移。
| 年                 | 人口   |
| ------------------ | ------ |
| 1995年（平成7年）  | 11,975 |
| 2000年（平成12年） | 12,050 |
| 2005年（平成17年） | 11,577 |
| 2010年（平成22年） | 11,378 |
| 2015年（平成27年） | 11,727 |
| 2020年（令和2年）  | 12,269 |

### 世帯数の変遷
国勢調査による世帯数の推移。
| 年                 | 世帯数 |
| ------------------ | ------ |
| 1995年（平成7年）  | 5,863  |
| 2000年（平成12年） | 6,383  |
| 2005年（平成17年） | 6,336  |
| 2010年（平成22年） | 6,289  |
| 2015年（平成27年） | 6,639  |
| 2020年（令和2年）  | 7,235  |

## 学区
区立小・中学校に通う場合、学区は以下の通りとなる（2018年4月時点）。
| 丁目       | 番地                       | 小学校                 | 中学校               |
| ---------- | -------------------------- | ---------------------- | -------------------- |
| 宮坂一丁目 | 全域                       | 世田谷区立世田谷小学校 | 世田谷区立桜木中学校 |
| 宮坂二丁目 | 1～23番                    | 世田谷区立世田谷小学校 | 世田谷区立桜木中学校 |
| 宮坂二丁目 | 24〜26番                   | 世田谷区立赤堤小学校   | 世田谷区立松沢中学校 |
| 宮坂三丁目 | 1～9番 34〜35番 38番       | 世田谷区立赤堤小学校   | 世田谷区立松沢中学校 |
| 宮坂三丁目 | 10〜33番 36〜37番 39〜52番 | 世田谷区立経堂小学校   | 世田谷区立緑丘中学校 |

## 交通

### 鉄道
| 街区内の駅                     | 隣接する街区の駅                                                                             |
| ------------------------------ | -------------------------------------------------------------------------------------------- |
| 東急世田谷線 - 宮の坂駅(SG 07) | 東急世田谷線 - 山下駅(SG 06) 小田急小田原線 - 豪徳寺駅(OH 10) 小田急小田原線 - 経堂駅(OH 11) |

鉄道は、東辺を南北に東急世田谷線が通り、二丁目と三丁目の境付近を東西に小田急小田原線が貫いている。
最寄駅は以下の通りである。
- 東急世田谷線宮の坂駅 - 駅は宮坂一丁目の南部にある。
- 東急世田谷線山下駅と小田急小田原線豪徳寺駅 - 駅は豪徳寺一丁目にある。宮坂一丁目北東部、宮坂二丁目東部の最寄駅である。
- 小田急小田原線経堂駅 - 駅は経堂二丁目にある。宮坂一丁目北西部、宮坂二丁目西部、宮坂三丁目の最寄駅である。

### バス
- 渋54　渋谷駅 - 梅ヶ丘駅 - ユリの木公園[12] - 経堂駅入口 - 経堂駅
- 梅01　梅ヶ丘駅 - ユリの木公園[12] - 経堂駅入口 - 経堂駅 - 大和橋 - 赤堤小学校前 - 経堂赤堤通り団地 - 希望ヶ丘団地 - 千歳船橋駅
- 梅02　梅ヶ丘駅 - ユリの木公園[12] - 経堂駅入口 - 経堂駅
- 経01　経堂駅 - 経堂赤堤通り団地 - 希望ヶ丘団地 - 千歳船橋駅
- 経02　経堂駅 - 大和橋 - 赤堤小学校前 - 経堂赤堤通り団地 - 希望ヶ丘団地 - 八幡山駅

### 道路
道路は、以下の都道が通っているが、いずれも狭隘であり、一方通行区間となっている場合もあり、注意が必要である。
- 都道118号調布経堂停車場線 - 宮坂三丁目の南端、経堂二丁目との境を北西から南東へ走り、宮坂二丁目と宮坂三丁目の境付近にある経堂駅で終わる。別名すずらん通り。
- 都道423号渋谷経堂線 - 宮坂一丁目および経堂一丁目と宮坂二丁目の境を概ね東西に走り、経堂駅で終わる。
- 都道427号瀬田貫井線 - 宮坂一丁目を南北に走る。

## 事業所
2021年（令和3年）現在の経済センサス調査による事業所数と従業員数は以下の通りである。
| 丁目       | 事業所数  | 従業員数 |
| ---------- | --------- | -------- |
| 宮坂一丁目 | 68事業所  | 568人    |
| 宮坂二丁目 | 113事業所 | 888人    |
| 宮坂三丁目 | 243事業所 | 2,067人  |
| 計         | 424事業所 | 3,523人  |

### 事業者数の変遷
経済センサスによる事業所数の推移。
| 年                 | 事業者数 |
| ------------------ | -------- |
| 2016年（平成28年） | 419      |
| 2021年（令和3年）  | 424      |

### 従業員数の変遷
経済センサスによる従業員数の推移。
| 年                 | 従業員数 |
| ------------------ | -------- |
| 2016年（平成28年） | 3,138    |
| 2021年（令和3年）  | 3,523    |

## 施設
- 鷗友学園女子中学校・高等学校
- 世田谷八幡宮
- 宮の坂駅
- 常徳院
- 成勝寺
- 世田谷区役所経堂出張所
- 世田谷消防署宮の坂出張所
- 世田谷区立山下公園
- ピーコックストア
- 経堂ボウル
- スポーツクラブ&スパ ルネサンス経堂

## その他

### 日本郵便
- 郵便番号 : 156-0051[2]（集配局 : 千歳郵便局[15]）。